# أي شخص إلا أنت (فلم)
أي شخص إلا أنت (بالإنجليزية: Anyone but You) هو فيلم كوميدي رومانسي أمريكي من إخراج ويل جلوك، من سيناريو شارك في كتابته مع إيلانا وولبرت، مستوحى من مسرحية جعجعة بلا طحن لوليم شكسبير. الفيلم من بطولة سيدني سويني وغلين باول والكسندرا شيب وجاتا وهادلي روبنسون وميشيل هيرد وديرموت مولروني ودارين بارنت وراشيل غريفيثس.
صدر الفيلم في الولايات المتحدة بتاريخ 22 ديسمبر 2023. تلقى آراء متباينة من النقاد وحقق أرباحًا أكثر مما كان متوقعًا في البداية نظرًا لنتائج شباك التذاكر الأولية الضعيفة نسبيًا، مما أدى إلى الإشارة إلى الفيلم على أنه حقق نجاحًا مفاجئًا.

## القصة
بعد موعد غرامي أول مذهل، يتحول الانجذاب الناري بين بيا وبن إلى بارد جدًا - حتى يجدا نفسيهما معاً بشكل غير متوقع في حفل زفاف في أستراليا. لذا فإنهم يفعلون ما قد يفعله أي شخصين بالغين: يتظاهران بأنهما زوجين.

## طاقم التمثيل
- سيدني سويني في دور بيا.
- غلين باول في دور بن.
- الكسندرا شيب.
- جاتا.
- هادلي روبنسون.
- ميشيل هيرد.
- ديرموت مولروني.
- دارين بارنت.
- راشيل غريفيث.
- بريان براون.
- جو ديفيدسون.[1]